# 鄭糠雲
鄭糠雲（韓語：정겨운，1982年6月28日—），韓國男演員。

## 個人生活
2014年4月5日迎娶交往3年的圈外女友，2016年3月31日鄭糠雲的經紀公司Fantagio證實兩人結束2年婚姻，2017年9月30日迎娶第二任妻子。

## 演出作品

### 電視劇
- 2004年：Mobile電視劇《五顆星星》
- 2005年：SBS《餅乾老師星星糖》飾演 李浩俊
- 2006年：MBC《流氓醫生》飾演 裴刑事
- 2006年：MBC《Best劇場－那男人的嫉妒》飾演 李準基
- 2007年：KBS《幸福的女人》飾演 崔俊鎬
- 2008年：SBS《不汗黨》飾演 達萊亡夫
- 2008年：MBC《甜蜜的人生》飾演 姜聖久
- 2008年：KBS《太陽的女子》飾演 車東宇
- 2009年：KBS《即使恨也要再愛一次》飾演 李民秀
- 2009年：KBS《傳說的故鄉》飾演 南尚憲
- 2009年：SBS《愛你千萬次》飾演 白康浩
- 2010年：SBS《醫生冠軍》飾演 朴志軒
- 2011年：SBS《Sign》飾演 崔伊翰
- 2011年：KBS《浪漫小鎮》飾演 姜建宇
- 2012年：SBS《工薪族楚漢志》飾演 崔項羽
- 2012年：SBS《拜託了，機長》（客串）
- 2012年：tvN《需要浪漫2012》飾演 金翰燮（客串）
- 2012年：MBC《馬醫》飾演 昭顯世子（客串）
- 2013年：NAVER TV CAST《Love in Memory》飾演 滿世
- 2013年：SBS《完美媽媽》飾演 張勳南
- 2013年：網路劇《放學後福不福》（客串）
- 2014年：SBS《神的禮物－14天》飾演 玄宇鎮
- 2014年：TV朝鮮《妻子醜聞－起風了》
- 2014年：SBS《美女的誕生》飾演 李康俊
- 2015年：MBC every1《To Be Continued》飾演 計程車司機
- 2015年：KBS《Oh My Venus》飾演 林宇植
- 2017年：MBC《你太過分了》飾演 朴賢俊
- 2024年：Disney+《紅天鵝》飾演 金容國

### 電影
- 2006年：《Time》
- 2012年：《間諜》飾演 禹代理
- 2014年：《變漂亮吧》
- 2015年：《貓咪的葬禮》
- 2015年：《Oh My Venus》
- 2016年：《不速之客 - 歡迎光臨》
- 2016年：《失蹤: 消失的妻子》
- 2017年：《順兒》
- 2021年：《鬼村：殺人魔之女》飾演 昌秀

### MV
- 2005年：Big Mama《女人》

### 綜藝節目
- 2014年：SBS 《快樂的家》 固定成員
- 2015年：MBC 《真正的男人》 第二季固定成員 EP96－110
- 2019年：SBS 《同床異夢2 - 你是我的命運》 參演夫婦 EP81－87
- 2021年：MBN《恢復單身的男女們》 固定主持
- 2021年：MBN《恢復單身的男女們2》 固定主持
- 2021年：MBC 《鄉村愛店》 固定成員